# L'Apprenti salaud
Pour plus de détails, voir Fiche technique et Distribution.
L'Apprenti salaud est un film français réalisé par Michel Deville sorti en 1977.

## Synopsis
Antoine Chapelot (Robert Lamoureux), célibataire vivant encore chez sa mère, est vendeur dans une quincaillerie parisienne. Á la mort accidentelle de sa mère, il apprend chez le notaire qu'il dispose d'un petit héritage. C'est un déclic pour lui et il décide de changer de vie. Pour cela, il va se faire aider par la secrétaire du notaire qu'il débauche : Caroline Nattier (Christine Dejoux) va alors devenir sa tendre complice.

## Fiche technique
- Réalisation et écriture : Michel Deville, d'après le roman Bien mal acquis de Frank Neville
- Image : Claude Lecomte
- Caméra : Robert Foucard
- Montage : Raymonde Guyot
- Musique : Georges Bizet
- Musique (adaptation et direction) : André Girard
- Son : René Magnol
- Assistants de réalisation : Rosalinde Dammame et Reynald Lampert
- Direction de production : Michel Fauré
- Production : Philippe Dussart
- Pays de production :  France
- Genre : comédie
- Durée : 93 minutes
- Date de sortie : 12 février 1977

## Distribution
- Robert Lamoureux : Antoine Chapelot
- Christine Dejoux : Caroline Nattier
- Claude Piéplu : Étienne Forelon, le notaire de Briançon
- Georges Wilson : Maître Chappardon / M. Marcel / L'héritier ronchon / l'expert escroc
- Jacques Doniol-Valcroze : L'adjoint au maire Forelon
- Jean-Pierre Kalfon : Robert Forelon, le directeur du journal
- Claude Marcault : La femme de l'adjoint
- Annick Blancheteau : La patronne de l'hôtel
- Jean-François Dérec : Joseph
- Bernard Lavalette : Roger Desmare, l'avocat d'Antoine
- Max Vialle : Le brigadier chef
- Louis Falavigna : Le patron de la quincaillerie
- Jacques Boudet : Le serrurier
- Yveline Brière : L'employée de la caisse d'épargne
- Patrick Brisson : Le clerc amoureux
- Lionel Vitrant : le dineur solitaire dans le restaurant de Belle-Ile
- Guy Montagné : L'employé de banque

## Autour du film
Le restaurant dans lequel Robert Lamoureux et Christine Dejoux déjeunent existe toujours et a conservé le même décor.
Il se situe à Paris à l'intersection de la rue du Petit-Musc et de la rue de la Cerisaie.
Une partie du film est tournée à Briançon dans les Hautes-Alpes.
Selon Michel Deville dans les suppléments du DVD édité par Gaumont, Yves Montand a refusé le rôle d'Antoine Chapelot. 